# Bulbophyllum levatii
Bulbophyllum levatii là một loài phong lan thuộc chi Bulbophyllum.